# Laevilitorina claviformis
Laevilitorina claviformis is een slakkensoort uit de familie van de Littorinidae. De wetenschappelijke naam van de soort is voor het eerst geldig gepubliceerd in 1916 door H.B. Preston.
De soort werd verzameld door A.G. Bennett in ondiep water in Deception Harbour, Zuidelijke Shetlandeilanden, in 1913-14.